# The Great Moment (pel·lícula de 1921)
The Great Moment (1921) és una pel·lícula muda estrenada el 4 de setembre de 1921, dirigida per Sam Wood i protagonitzada per Gloria Swanson, Alec B. Francis i Milton Sills entre d'altres. Tot i que es considera una pel·lícula perduda s'ha preservat un fragment que es conserva a l'arxiu cinematogràfic del British Film Institute. A Espanya es va estrenar el 20 d'octubre de 1925 amb el títol "Caballero sin tacha" tot i que posteriorment també es va comercialitzar amb el títol "A los hombres". Existeix una altra pel·lícula amb el mateix nom, estrenada el 1944 i dirigida per  Preston Sturges.

## Repartiment
- Gloria Swanson - Nada i Nadine Pelham
- Milton Sills - Bayard Delaval
- Alec B. Francis - Sir Edward Pelham
- F.R. Butler - Eustace
- Raymond Blathwayt - Lord Crombie
- Helen Dunbar - Lady Crombie
- Julia Faye - Sadi Bronson
- Clarence Geldert - Bronson
- Ann Grigg - Blenkensop
- Arthur Stuart Hull - Howard Hopper

## Argument
Sir Edward Pelham (Francis) tem que la seva filla Nadine (Swanson), educada exclusivament a la seva casa d'Anglaterra, segueixi les passes de la seva mare Nada (també interpretada per Swanson en els flashbacks), una gitana russa amb qui va estar casat. Per això arregla el seu matrimoni amb el seu cosí, el qual ella no estima. Durant un viatge a Nevada amb el seu pare, on coneix l'enginyer Bayard Delavel (Sills). Nadine cavalca sola pel prat i baixa del cavall per inspeccionar una flor, moment en què la pica una serp verinosa. El crit atreu a Bayard el qual li salva la vida. Quan més tard el seu pare la troba amb Hayard a la seva cabina els obliga a casar-se. De totes maneres, Bayard creu que Nadine no l'estima i per això l'abandona i es prepara per sol·licitar el divorci. A Washington Nadine es reconcilia amb el seu pare i accepta casar-se amb Hopper (Stuart Hull), un milionari. Un vespre, en el seu ball de prometatge, retroba Bayard i la parella es reuneix de nou.